# عبيد الله بن علي
عبيد الله بن علي بن أبي طالب ابن أمير المؤمنين علي بن أبي طالب، و أمه ليلى بنت مسعود بن خالد بن ثابت بن ربعي بن سلمى بن جندل بن نهشل بن دارم من بني تميم.
قدم من الحجاز إلى الكوفة، فحبسه المختار الثقفي ثم أطلقه فرحل إلى مصعب بن الزبير، عامل أخيه عبد الله على العراق، وأكرمه. ثم جاءه بعض بني تميم، وبايعوه بالخلافة على كره منه، وقال لهم: «لا تعجلوا». فاستدعاه مصعب فحلف عبيد الله أنه ما أراد ذلك، فصدقه. ثم اشترك مع جيش مصعب في وقعة المذار ضد المختار الثقفي، فقُتل عبيد الله في تلك المعركة.

## نسبه
- هو عبيد الله بن علي بن أبي طالب بن عبد المطلب بن هاشم بن عبد مناف بن قصي بن كلاب بن مرة بن كعب بن لؤي بن غالب بن فهر بن مالك بن قريش بن كنانة بن خزيمة بن مدركة بن إلياس بن مضر بن نزار بن معد بن عدنان
- أمه هي ليلى بنت مسعود بن خالد بن ثابت بن ربعي بن سلمى بن جندل بن نهشل بن دارم بن مالك بن حنظلة بن مالك بن زيد مناة بن تميم بن مر بن أد بن عمرو بن إلياس بن مضر بن نزار بن معد بن عدنان.